# Blackburn Dart
Le Blackburn Dart est un bombardier torpilleur biplan construit par Blackburn Aircraft, qui a effectué son premier vol en 1921.

## Historique

### À l'export
Le Blackburn Dart a été commercialisé à l'export sous la désignation de Blackburn Swift. En 1921 l'US Navy a acheté deux exemplaires de l'avion pour le tester en tant que bombardier léger embarqué sur ses porte-avions. Désignés BST ces deux avions demeurèrent sans suite.